# Frankrikes Grand Prix 1987
Frankrikes Grand Prix 1987 var det sjätte av 16 lopp ingående i formel 1-VM 1987.

## Resultat
1. Nigel Mansell, Williams-Honda, 9 poäng
2. Nelson Piquet, Williams-Honda 6
3. Alain Prost, McLaren-TAG, 4
4. Ayrton Senna, Lotus-Honda, 3
5. Teo Fabi, Benetton-Ford, 2
6. Philippe Streiff, Tyrrell-Ford, 1
7. Jonathan Palmer, Tyrrell-Ford
8. Stefan "Lill-Lövis" Johansson, McLaren-TAG
9. Pascal Fabre, AGS-Ford

### Förare som bröt loppet
- Gerhard Berger, Ferrari (varv 71, upphängning)
- Satoru Nakajima, Lotus-Honda (71, för få varv)
- Michele Alboreto, Ferrari (64, motor)
- Derek Warwick, Arrows-Megatron (62, turbo)
- Philippe Alliot, Larrousse (Lola-Ford) (57, växellåda)
- Ivan Capelli, March-Ford (52, motor)
- Adrián Campos, Minardi-Motori Moderni (52, turbo)
- Rene Arnoux, Ligier-Megatron (33, avgassystem)
- Thierry Boutsen, Benetton-Ford (31, motor)
- Christian Danner, Zakspeed (26, överhettning)
- Piercarlo Ghinzani, Ligier-Megatron (24, motor)
- Alessandro Nannini, Minardi-Motori Moderni (23, turbo)
- Riccardo Patrese, Brabham-BMW (19, differential)
- Martin Brundle, Zakspeed (18, hjul)
- Alex Caffi, Osella-Alfa Romeo (11, motor)
- Andrea de Cesaris, Brabham-BMW (2, turbo)
- Eddie Cheever, Arrows-Megatron (0, elsystem)

## VM-ställning
| Förarmästerskapet 1. Ayrton Senna, Lotus-Honda, 27 2. Alain Prost, McLaren-TAG, 26 3. Nelson Piquet, Williams-Honda, 24 | Konstruktörsmästerskapet 1. Williams-Honda, 45 2. McLaren-TAG, 39 3. Lotus-Honda, 30 |